# YooMoney
O YooMoney é um serviço de pagamento eletrónico russo criado em 24 de julho de 2002 pelo Yandex, o criador do motor de busca com o mesmo nome.

## Descrição
Existe software de pagamento que utiliza este serviço para as plataformas Android, IOS, Windows Phone, Windows 8 e Windows RT. Existem também 170 000 terminais de pagamento para efetuar transacções em numerário ou através de terminais de pagamento.
O sistema permite efetuar compras em mais de 76.000 parceiros, incluindo sítios internacionais como o Aliexpress (Alibaba), Apple iTunes, Nintendo e Skype.
Permite também a utilização de um cartão bancário eletrónico (cartão de pagamento virtual) em lojas que não são parceiras deste serviço.
Em 2013, o banco russo Sberbank, um dos maiores da Europa, investiu no Yandex.Money e detém agora 75% das suas acções, sendo os restantes 25% detidos pelo Yandex.[carece de fontes?]